# Cotswolds
Cotswolds (tudi Cotswold Hills) je gričevje, ki se nahaja v osrednjem delu Anglije . 
Na severu ga omejuje reka Avon, na vzhodu mesto Oxford, na zahodu Cheltenham, na jugu pa dolina Temze.  Gričevje Cotswolds se razteza po grofijah Oxfordshire, Gloucestershire, Wiltshire, Somerset, Warwickshire in Worcestershire. Najvišja točka je hrib Cleeve z višino 330 metrov.   